# Bahnhof Mook-Molenhoek
Der Bahnhof Mook-Molenhoek ist ein an der Maaslinie gelegener Durchgangsbahnhof in Molenhoek, einem Ortsteil der Gemeinde Mook en Middelaar in der niederländischen Provinz Limburg. Die heutige Bahnhofsanlage stammt aus dem Jahre 2009.

## Geschichte
Die erste Station wurde am 1. Juni 1883 als Bahnhof Mook in Betrieb genommen. Deren Entwurf wurde von dem Architekten Marinus Antoine van Wadenoijen als Standardtyp Hemmen gestaltet. Am 1. Januar 1891 wurde die Station in Mook-Middelaar umbenannt. Für den Personenverkehr wurde der Bahnhof am 15. Mai 1938 geschlossen. Zwei Jahre später, am Tag der niederländischen Kapitulation, wurde er wiedereröffnet und im Herbst selben Jahres erneut stillgelegt. Das damalige Bahnhofsgebäude wurde schließlich im Jahre 1975 abgerissen.
Am 6. Mai 2009 wurde eine neue Haltestelle eröffnet, die im Rahmen des Stadsregiorail-Programms der Stadsregio Arnhem-Nijmegen erbaut worden war. Im Gegensatz zur Vergangenheit besitzt die heutige Haltestelle kein Bahnhofsgebäude. Seit Anfang des Jahres 2018 gibt es Bestrebungen, die Bahnhofsumgebung zu begrünen. So plant die Gemeinde Mook en Middelaar beispielsweise, die Fläche in eine Naturlandschaft umzuwandeln.

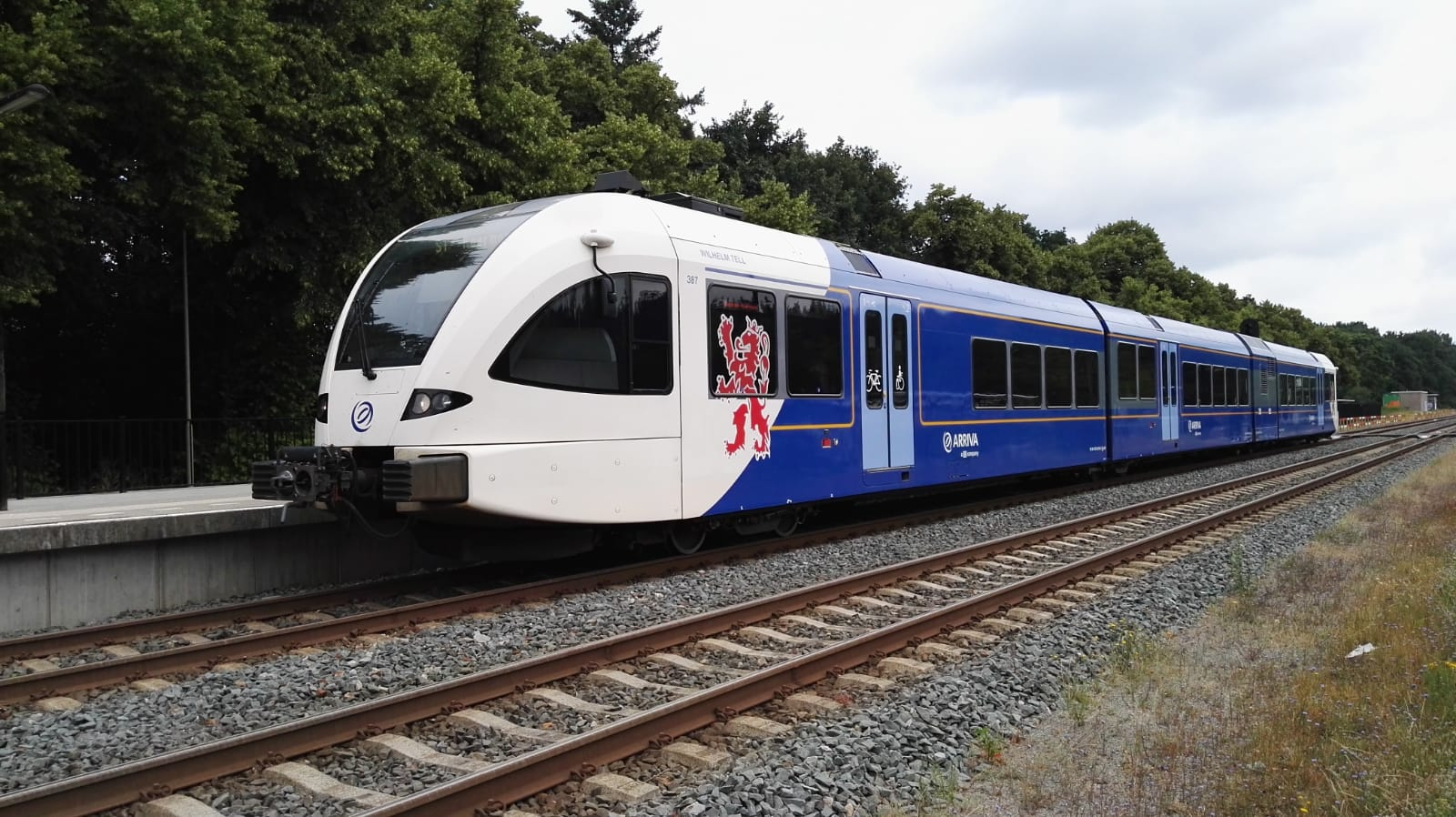
Ein Zug von Arriva Personenvervoer Nederland hält am Bahnhof.

## Streckenverbindungen
Der Bahnhof Mook-Molenhoek wird im Jahresfahrplan 2022 von folgenden Linien angesteuert:
| Zugtyp             | Linienverlauf                                         | Frequenz                                          |
| ------------------ | ----------------------------------------------------- | ------------------------------------------------- |
| Stoptrein (Arriva) | Nijmegen – Mook-Molenhoek – Venray – Venlo – Roermond | halbstündlich                                     |
| Stoptrein (Arriva) | Nijmegen – Mook-Molenhoek – Venray                    | halbstündlich (fährt abends und wochenends nicht) |